# Краснодарський НПЗ
Краснодарський НПЗ — великий нафтопереробний завод, розташований у місті Краснодарі, Краснодарський край. Проєктна потужність з переробки нафти становить 3,1 млн тонн на рік. Найстаріший нині діючий нафтопереробний завод в Росії — введений в експлуатацію в 1911 році. Належить ТОВ «Афіпський НПЗ» (входить до групи «Сафмар»).

## Історія
Краснодарський нафтопереробний завод було засновано 1911 року як невелике напівкустарне підприємство, у якому працювало 45 людина. Спочатку завод виробляв бензиновий дистилят і лігроїн, які відправляли на експорт. Після революції потужність заводу значно збільшили, зокрема 1932 року шестикубову установку переробки нафти перебудували на восьмикубову, у 1934 році запустили додаткові нафтоперегінні батареї та потужніші ректифікаційні колони, модернізували насосне господарство, теплообмінну та конденсаційну системи. До початку Великої Вітчизняної війни потужність Краснодарського НПЗ становила близько 1 мільйона тонн на рік, підприємство переробляло половину Майкопської нафти. В 1942 році Краснодарський НПЗ був практично повністю зруйнований німецькими бомбардуваннями та відступаючими радянськими військами.
Після війни завод фактично було відбудовано заново. У 1949 році було введено в роботу установку первинної переробки нафти ЕЛОУ-АТ-2, у 1950 році — встановлення ЕЛОУ-АВТ. У 1951—1964 роках введено в експлуатацію три установки з виробництва бітуму, в 1954 — установку виробництва нафтенату натрію, в 1956 — установку з виробництва екстракційного бензину.
У 1980 році підприємство разом із Туапсинським НПЗ та Афіпським НПЗ було об'єднано до складу виробничого об'єднання «Краснодарнафтооргсинтез». У 1991 році Краснодарський НПЗ перейшов у власність російсько-австрійському СП «Краснодареконефть», у 1992 році було реконструйовано установку ЕЛОУ-АТ-2. У 1998 році завод визнали банкрутом і він перейшов у власність регіонального нафтотрейдера ЗАТ «Атлас», його викупила нафтова компанія «РуссНефть». У 2021 Краснодарський НПЗ був організаційно об'єднаний з Афіпським НПЗ у складі ТОВ «Афіпський НПЗ».

## Сировина
Підприємство переробляє малосірчисту нафту краснодарських і західно-сибірських родовищ, що надходить трубопроводом і залізничним транспортом.

## Продукція
Підприємство виробляє газовий бензин, дизельне паливо, дистилят газового конденсату, паливо для реактивних двигунів марок ТС-1 і Т-1 (єдиний у Росії виробник палива Т-1), суднове малов'язке паливо, мазут, бітум. За підсумками 2020 року, було перероблено 1,6 млн тонн сировини.

## Технологія та обладнання
Підприємство здійснює первинну переробку нафти з відносно невисокою глибиною. Подальша, більш глибоке перероблення здійснюється на Афіпському НПЗ, з яким Краснодарський НПЗ входить в єдиний виробничий ланцюжок. За підсумками 2020 року глибина переробки нафти становила 73,6 %, вихід світлих нафтопродуктів — 55,8 %, Індекс Нельсона — 1,45.
Обладнання підприємства включає:
- встановлення первинної переробки нафти ЕЛОУ-АТ-2, потужністю 1,4 млн тонн на рік. Введена в експлуатацію у 1949 році, реконструйована у 1992 році;
- встановлення первинної переробки нафти ЕЛОУ-АВТ, потужністю 1,6 млн тонн на рік. Введена в експлуатацію у 1950 році, реконструйована у 1976 році;
- установку виробництва бітумів БО-3, потужністю 0,2 млн тонн на рік. Введена в експлуатацію у 1964 році;
- екстракційну установку ЕУ (розібрана, не працює);
- встановлення виробництва нафтенату натрію МНУ
- Котельня
- Очисні споруди.
- Парк резервуарів.